# روبرت هيتون
روبرت هيتون (بالإنجليزية: Robert Heaton)‏ هو موسيقي وطبال بريطاني، ولد في 6 يوليو 1961 في Knutsford ‏ في المملكة المتحدة، وتوفي في 4 نوفمبر 2004 في برادفورد في المملكة المتحدة بسبب سرطان البنكرياس.

## وصلات خارجية
- روبرت هيتون على موقع ميوزك برينز (الإنجليزية)
- روبرت هيتون على موقع أول ميوزيك (الإنجليزية)
- روبرت هيتون على موقع ديسكوغز (الإنجليزية)